# Бад-Тельц-Вольфратсгаузен
Бад-Тельц-Вольфратсгаузен (нім. Bad Tölz-Wolfratshausen) — район у Німеччині, у складі округу Верхня Баварія федеральної землі Баварія. Адміністративний центр — місто Бад-Тельц.

## Населення
Населення району становить 128 212 осіб (станом на 31 грудня 2020).

## Адміністративний поділ
Район складається з 3 міст (нім. Städte) та 18 громад (нім. Gemeinden):
| Міста 1. Бад-Тельц (19141) 2. Вольфратсгаузен (19091) 3. Геретсрід (25380) Об'єднання громад 1. Бенедіктбоєрн (громади Бенедіктбоєрн та Біхль) 2. Кохель-ам-Зе (громади Кохель-ам-Зе та Шледорф) 3. Райхерсбоєрн (громади Грайлінг, Райхерсбоєрн та Заксенкам) | Громади 1. Бад-Гайльбрунн (3945) 2. Бенедиктбоєрн (3658) 3. Біхль (2252) 4. Ваккерсберг (3556) 5. Гайсах (3119) 6. Грайлінг (1470) 7. Дітрамсцель (5629) 8. Еглінг (5415) 9. Заксенкам (1262) 10. Іккінг (3706) 11. Кенігсдорф (3155) 12. Кохель-а.Зе (4163) 13. Ленггріс (10077) 14. Мюнзінг (4300) 15. Ойрасбург (4270) 16. Райхерсбоєрн (2476) 17. Шледорф (1308) 18. Яхенау (839) |

Дані про населення наведені станом на 31 грудня 2020.